# Bartlett Building (Cincinnati)
El Renaissance Cincinnati Downtown Hotel (anteriormente conocido como Bartlett Building y Union Trust Building) es un edificio histórico en el centro de Cincinnati, Ohio (Estados Unidos). Está ubicado en las calles 4 con Walnut. La torre de 19 pisos fue el edificio más alto del estado durante 3 años hasta la finalización del Fourth & Walnut Center.
El Union Trust Building se inauguró el 1 de enero de 1901. En 1985, el rascacielos pasó a llamarse The Bartlett Company para sus nuevos propietarios. La compañía vendió el edificio por 8 millones de dólares en 2006. En ese momento, también albergaba Fosdick & Hilmer (empresa de ingeniería), un centro de reservas de American Airlines, CVS Pharmacy, Phillip Bortz Jewelers y Jimmy John's, entre muchos otros. En junio de 2010, después de una segunda venta fallida del edificio, Fifth Third Bank ejecutó la propiedad y todos los inquilinos abandonaron el edificio.
Una filial de la firma de bienes raíces de Columbus EV Bishoff Co. adquirió el edificio el 8 de febrero de 2013 por 535,000 dólares, poniendo fin a más de cinco años de limbo legal para la torre vacante. En mayo de ese mismo año, se anunció que el edificio se convertiría en un hotel de 33 millones de dólares. El 25 de julio de 2014, Columbia Sussex reabrió el edificio como Renaissance Cincinnati Downtown Hotel con 283 habitaciones, 40 suites, ocho salas de reuniones y casi 1337 m² para reuniones. Se convirtió en el tercer hotel de la marca Renaissance Hotels en Ohio. El restaurante del hotel ha recibido el nombre de D. Burnham's, un tributo al arquitecto de edificios Daniel Burnham.